# Maslowova pyramida
Maslowova pyramida (potřeb) je hierarchie lidských potřeb, kterou definoval americký psycholog Abraham Harold Maslow v roce 1943. Podle této teorie má člověk pět základních potřeb. Tyto potřeby seřadil podle toho, jak se postupně vyvinuly, a zároveň podle toho, jsou-li vyšší nebo nižší ve smyslu své hodnoty. Současně byl přesvědčen, že uspokojení nižších potřeb je předpokladem toho, aby nastoupily vyšší potřeby.
Potřeby společně pak tvoří jakousi pomyslnou pyramidu:
1. základní tělesné, fyziologické potřeby
2. potřeba bezpečí, jistoty
3. potřeba lásky, přijetí, sounáležitosti
4. potřeba uznání, úcty
5. potřeba seberealizace

## Potřeby
Potřeba je stav nedostatku nebo nadbytku něčeho, co nás vede k činnostem, jimiž tuto potřebu uspokojujeme. Pojem potřeba se ve starších teoriích označoval jako instinkt nebo pud.
Potřeby dělíme na 2 základní skupiny:
- biologické (primární, vrozené) – potřeba dýchání, spánku, potravy, bezpečí
- sociální (získané), které se dále dělí na kulturní (např. vzdělání) a na psychické (radost, štěstí, láska)

- zbytné
- nezbytné

- hmotné
- nehmotné

Jako první navrhl obsáhlou klasifikaci potřeb roku 1938 H. A. Murray. Ta však nebyla populární, na rozdíl od klasifikace navržené sociálním psychologem Abrahamem H. Maslowem v roce 1954.
První čtyři kategorie Maslow označuje jako nedostatkové potřeby a pátou kategorii jako potřeby existence (bytí) nebo růstové potřeby.
Později bylo pět základních potřeb rozšiřováno o ještě několik dalších:
1. kognitivní potřeby
2. estetické potřeby

Všeobecně platí, že níže položené potřeby jsou významnější a jejich alespoň částečné uspokojení je podmínkou pro vznik méně naléhavých a vývojově vyšších potřeb. Toto však není možné tvrdit zcela bezvýhradně a je dokázáno, že uspokojování vyšších potřeb (estetických, duchovních) může napomoci v krajních situacích (nouze, nedostatek, strádání) lidského života, ve kterých je možnost uspokojování nižších potřeb omezena či znemožněna (například v prostředí koncentračních táborů, o čemž referovali např. Viktor Frankl anebo Konrad Lorenz). U toho, kdo dospěje na úroveň růstových potřeb, což jsou jen někteří lidé, dochází ke zvláštní proměně. Úsilí vedené těmito potřebami má vyšší prioritu než uspokojování potřeb nedostatkových. Každý člověk má své potřeby různě rozvinuté, každý více či méně upřednostňuje něco jiného. Za nejvyšší považuje Maslow potřebu seberealizace, čímž označuje lidskou snahu naplnit svoje schopnosti a záměry.
Abraham Maslow vycházel ze svého přesvědčení, že výkon pracovníků je možné zvyšovat až k přirozeným fyziologickým hranicím pokud budou uspokojovány nejen materiální, ale i sociální potřeby, tj. potřeby seberealizace, sebeaktualizace, sebeuskutečnění, sociální sounáležitosti k někomu nebo k něčemu, tvořivosti, bezpečí, jistoty, postavení apod. K saturaci (naplnění, uspokojení) většiny potřeb dochází právě v pracovním procesu. Přínosem této školy je, že se snaží brát jakoukoliv lidskou organizaci jako systém zajišťující integritu osobních zájmů jakož i zájmů dotyčné organizace. Paradoxem je, že mnozí lidé o seberealizaci nestojí, jsou motivováni jen nižšími fyziologickými potřebami, klidem a pohodlím.[zdroj⁠?!]

## Nedostatkové potřeby

### Fyziologické potřeby
Fyziologické potřeby jsou základní potřeby lidského organismu a mají nejvyšší prioritu. Skládají se převážně z těchto potřeb:
- potřeba dýchání
- potřeba regulace tělesné teploty
- potřeba tělesné integrity
- potřeba vody
- potřeba spánku
- potřeba přijímaní potravy
- potřeba vylučování a vyměšování
- potřeba fyzické aktivity
- potřeba rozmnožování

### Potřeba bezpečí, jistoty
Jakmile jsou naplněny fyziologické potřeby, začnou narůstat potřeby jistoty a bezpečí:
- jistota zaměstnání
- jistota příjmu a přístupu ke zdrojům
- fyzická bezpečnost – ochrana před násilím a agresí
- morální a fyziologická jistota
- jistota rodiny
- jistota zdraví

### Potřeba lásky, přijetí, sounáležitosti
Po naplnění fyziologických potřeb a potřeb bezpečí přichází třetí vrstva – sociální potřeby. Ty se ve všeobecnosti skládají z citových vztahů jako např.:
- přátelství
- partnerský vztah
- potřeba mít rodinu

### Potřeba úcty, uznání
Všichni lidé mají potřebu být respektováni, což zahrnuje i potřebu mít přiměřenou sebeúctu. Úcta a uznání představuje typickou lidskou potřebu být přijímán, oceňován a respektován ostatními. Nízké sebevědomí nebo komplex méněcennosti mohou způsobovat problémy v této úrovni hierarchie. Lidé s nízkým sebevědomím často potřebují respekt od druhých, a někdy jen proto usilují o slávu, prestiž nebo uznání. 

## Růstové potřeby

### Potřeba seberealizace
Seberealizace (nebo také pojem sebeaktualizace, který uvádí Kurt Goldstein) je instinktivní potřeba naplnit své schopnosti a snaha být nejlepším, jakým jen člověk může být. Naplnit své možnosti osobního rozvoje.
Maslow definoval seberealizované osoby takto:
- Přijímají okolnosti života (včetně sebe sama) namísto toho, aby je odmítali nebo se jim vyhýbali.
- Jsou spontánní v tvorbě svých myšlenek a činů.
- Jsou tvořiví.
- Zajímají se o řešení problémů, často i o řešení problémů jiných lidí. Řešení těchto problémů hraje v jejich životě často klíčovou roli.
- Cítí blízkost jiných lidí a všeobecně si váží života.
- Mají vnitřní etiku, která je nezávislá na vnější autoritě.
- Posuzují jiné lidi bez předsudků, způsobem, který je možné považovat za objektivní.

Naplnění kognitivních potřeb zahrnuje získávat poznatky nejen z praktických důvodů, ale i pro poznání samo. Objevovat smysl, který pro člověka poznané má.
Estetické potřeby reprezentují potřeby objevovat a vytvářet harmonii, řád a krásu.

### Sebetranscendence
Na pomyslném vrcholu pyramidy se nachází sebetranscendence, někdy nazývaná i duchovní potřeby.
Maslow věří, že bychom měli zkoumat a rozvíjet vrcholné zážitky (krátké a zřídkavé momenty inspirace, extáze, uvolnění tvořivé energie), jakož i cestu k dosahování osobního růstu a naplnění. Jednotlivci s největšími předpoklady k dosahování vrcholných zážitků jsou sebeaktualizovaní, zralí, zdraví a sebenaplnění. Každý člověk je schopný mít vrcholné zážitky. Ti, kteří je nemají, je nějakým způsobem potlačili, nebo zabránili jejich vzniku.

## Teorie potřeb v sociologii
V sociologii se vyhranila dvě zásadně odlišná stanoviska k roli potřeb v sociálním vývoji. Podle Karla Marxe je uspokojování neustále rostoucích potřeb výrazem společenského pokroku, protože každá uspokojená potřeba vyvolá v život potřeby nové, a právě tento dynamismus vznikání a uspokojování potřeb je základním činitelem společenského pohybu. Durkheim se naopak domníval, že neustálý růst lidských potřeb, přání a tužeb vede k pocitu neuspokojenosti a neštěstí. Uspokojení jedné potřeby totiž okamžitě rozšiřuje horizont dalších objektů, které se stávají předmětem tužby, jsou tedy pociťovány jako potřeby. Tato nekonečnost lidských přání a tužeb vede k sociální anomii (stav společnosti, kde přestávají platit zákony).
V návaznosti na Durkheima se problém potřeb stává centrálním tématem ekologických diskusí, sporů o společnost blahobytu, konzervatismus atd. Ukazuje se, že je velmi složité stanovit hranici racionality sociálních potřeb, protože představy o ní se mění v závislosti nejen na kulturách a subkulturách, ale také vlivem tržních mechanismů a reklamy. Je nepochybné, že moderní a postmoderní společnost produkuje množství umělých, vyprovokovaných potřeb, jejichž uspokojování vede k nezamýšleným sociálním a kulturním efektům.

## Hodnoty
Komplementárním pojmem k potřebám jsou hodnoty, jejichž výběrem mohou být potřeby uspokojovány. Hodnota je vlastnost, kterou jedinec přisuzuje situaci, činnosti nebo události ve spojitosti s uspokojováním potřeb a zájmů. Tyto hodnoty se vytvářejí a postupně diferencují v procesu socializace. Např. jedinec přisuzuje hodnotu materiálnímu zabezpečení, a proto bude usilovat o vysoké výdělky.
Dále rozlišujeme např. tyto motivy:
1. Pud – vrozená pohnutka činnosti (mateřský, pohlavní pud…)
2. Zájem – získaný motiv, projevuje se kladným vztahem člověka k předmětům nebo činnostem, které ho nějakým způsobem upoutají
3. Aspirace – ambice – snaha po sebeuplatnění, vyniknutí
4. Cíl – uvědomělý směr aktivity, když chceme něčeho dosáhnout
5. Ideály – vzorové cíle (ideální partner…)
6. Zvyk – tendence vykonávat za určitých okolností nějakou činnost